# Dècada del 1150

## Esdeveniments
- Fundació de la Universitat de París (la Sorbona)
- Deestrucció de Tula, que posa fi a l'imperi tolteca
- Introducció de la lliura esterlina a Gran Bretanya
- S'estipula que serà el conjunt de cardenals els qui escolliran el Papa, per agilitzar el procés
- Auge de la cultura anasazi a Amèrica del Nord
- Expansió del catarisme
- Invenció del fonèvol, un tipus de catapulta

## Personatges destacats
- Ramon Berenguer IV
- Frederic I Barba-roja
- Maimònides
- Thomas Becket